# バギーパンツ
バギーパンツ（英語: Baggy Pants）は、衣服のうち、袋状の長ズボンの総称である。「袋のような」という語源からわかるように、全体的に太くてゆったりしたラインである。ジーンズのラインなどでよく用いられる。男女共に履かれ、ユニセックスな衣服である。
バギーパンツは、まず19世紀初期にロンドンのダンディ達の間で流行した。その後、1920年代にオックスフォード大学の学生が考案した、オックスフォード・バッグスと呼ばれるラッパ型の長ズボンが流行し、アメリカ東部にも波及した。オックスフォード・バッグスは、同校で教室内でのニッカボッカの着用が禁止されたため、その上から履けるズボンとして考案されたという説と、ボート部のコーチが履いていた乗馬ズボンを、部員が真似て作ったタオル地のオーバーパンツが起源という説がある。
1970年代前半には、バギー・ジーンズと呼ばれるウエスト前部にプリーツを入れた袋状のハイライズ・ジーンズが流行している。